# ドリアン・グレイ/美しき肖像
『ドリアン・グレイ/美しき肖像』（ドリアン・グレイ うつくしきしょうぞう、The Secret of Dorian Gray）は、1970年のイギリス・イタリア・西ドイツのドラマ映画。監督はマッシモ・ダラマーノ、出演はヘルムート・バーガーとリチャード・トッドなど。オスカー・ワイルドの長編小説『ドリアン・グレイの肖像』を原作とし、舞台を現代（映画公開当時）のロンドンに翻案した作品である。

## キャスト
- ドリアン・グレイ: ヘルムート・バーガー - 美青年。
- バジル・ホールウォード: リチャード・トッド - 画家。ドリアンの肖像画を描く。
- ヘンリー・ウォットン: ハーバート・ロム - 実業家で画廊を経営。セレブ。
- シビル・ヴェイン: マリー・リシュダール - 舞台女優。ドリアンと愛し合う。
- グェンドリン・ウォットン: マーガレット・リー（英語版） - ヘンリーの妹。
- アリス・キャンベル: マリア・ローム（英語版） - ドリアンの学友アランの妻。
- アドリアンヌ: ベリル・カニンガム（英語版） - アフリカ系の女性写真家。
- ラクストン夫人: イザ・ミランダ - 不動産業投資に励むセレブ女性。ドリアンの別荘を購入しようとする。
- エスター・クルーストン: エレオノラ・ロッシ＝ドラゴ - セレブの妻。
- アラン・キャンベル: レナート・ロマーノ（イタリア語版） - ドリアンの学友。科学者。
- ジェームズ・ヴェイン: スチュワート・ブラック - シビルの兄で育ての親。